# Tana Schanzara

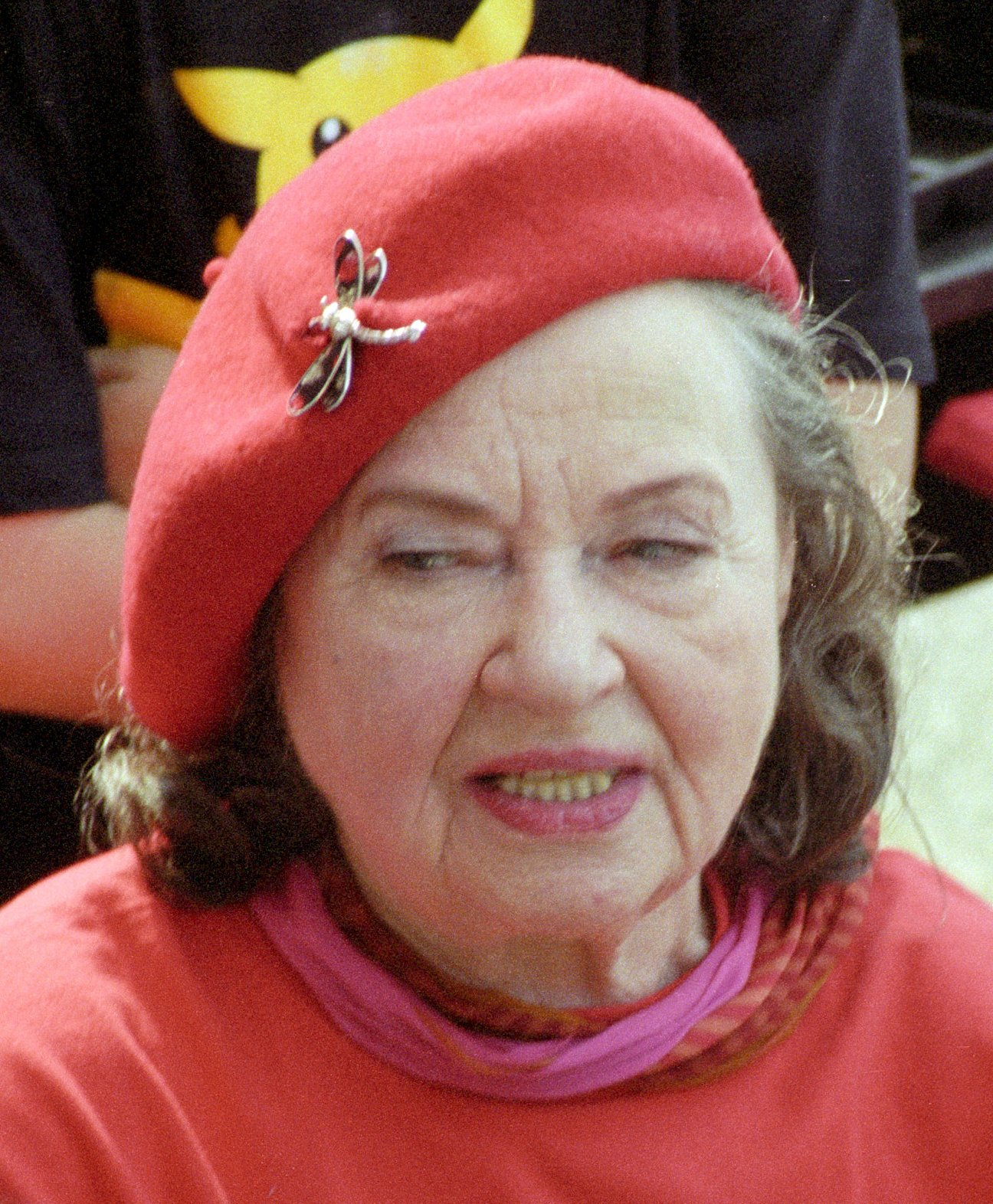
Tana Schanzara (2000)

Tana Schanzara, eigentlich Konstanze Schwanzara (* 19. Dezember 1925 in Kiel; † 19. Dezember 2008 in Bochum), war eine deutsche Schauspielerin. Sie gehörte fest zum Ensemble des Schauspielhauses Bochum und wirkte auch in deutschen und US-amerikanischen Filmen mit.

## Leben

### Herkunft und Ausbildung

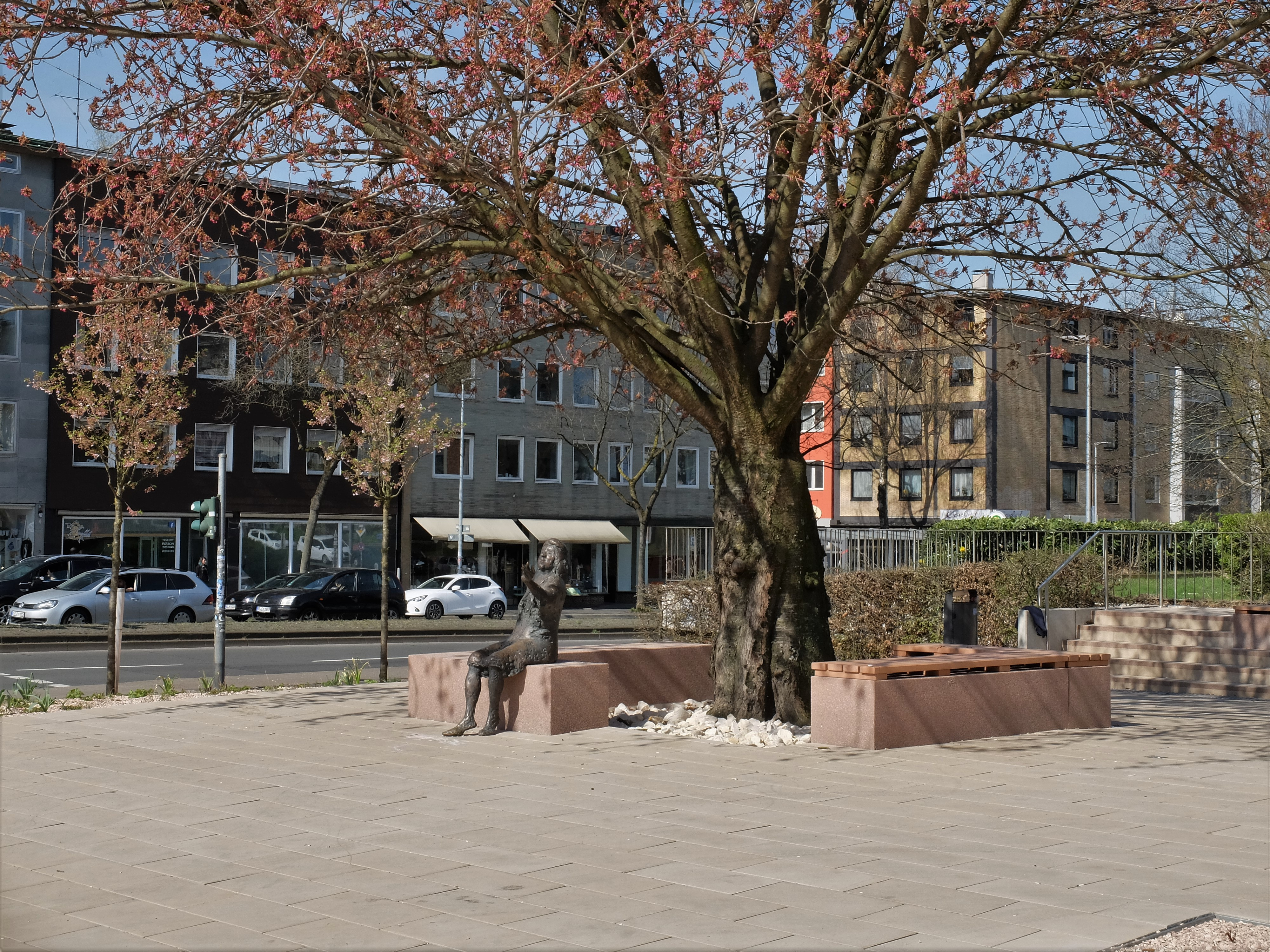
Tana-Schanzara-Platz in Bochum mit Denkmal

Tana Schanzara kam in Kiel als Tochter der Eheleute Gertrud und Hans Schwanzara zur Welt. Ihr Vater, der Opernsänger war, führte bereits den Künstlernamen Schanzara, den sie später übernahm. Als sie zwei Jahre alt war, zogen die Eltern nach Dortmund, wo sie ein Engagement am Dortmunder Opernhaus hatten. Hier wuchs Tana Schanzara auf. Bedingt durch den Wechsel des Vaters an die Kölner Oper besuchte Schanzara eine Kölner Schule und legte dort ihr Abitur ab.

### Berufliche Laufbahn
Nach dem Abitur nahm sie in Köln bei Friedl Münzer Schauspielunterricht und war danach an den Kammerspielen in Bonn und Theatern in Köln, Mannheim, Oldenburg und Gelsenkirchen tätig.
Seit 1956 gehörte die später zuweilen als „Ruhrpott-Duse“ bezeichnete Darstellerin zum festen Ensemble des Schauspielhauses Bochum. Sie arbeitete, mit Ausnahme von Saladin Schmitt, mit allen zu ihren Lebzeiten am Haus tätigen Intendanten. Schanzara war mit 50 Jahren Bühnenpräsenz die dienstälteste Schauspielerin des Ensembles. In den ersten Jahrzehnten ihrer Bühnentätigkeit übernahm sie hauptsächlich komische Nebenrollen. In den 1970er Jahren spielte sie zudem mehrmals im Nachtkabarett im Foyer der Kammerspiele, Kalte Ente, wobei sie öfter mit dem jungen Herbert Grönemeyer auftrat. In den 1980er und 1990er Jahren überzeugte sie in Hauptrollen in tragischen Stücken. Ihr 80. Geburtstag wurde im Dezember 2005 mit einer großen Gala in den Bochumer Kammerspielen begangen.
Anfang der 1970er Jahre wurde Schanzaras Lied Vatter, aufsteh’n! (Schlussworte nach einem Pistolenschuss: „So Vatter, getz kannsse liegenbleiben“) Radiohörern bekannt. Es folgte eine Langspielplatte und in den 1980er Jahren die Single Doch zum Glück gibts sowat alles nur in Dallas. Eine herausragende Rolle spielte sie in der Verfilmung von Franz Josef Degenhardts Zündschnüre.
In Bochum war Schanzara eine beliebte Persönlichkeit. Ihre Vielseitigkeit und Verbundenheit mit dem Ruhrgebiet stellte sie unter anderem bei öffentlichen Feiern und Veranstaltungen unter Beweis, so auch als typische Kioskbesitzerin aus Bochum beim ZDF-Städteturnier 1988 und mit Auftritten bei der Zehnjahresfeier der Diskothek Zeche Bochum 1989 sowie der 40-Jahr-Feier des Opel-Werks 2002. Mitte der 1990er Jahre arbeitete sie mehrmals für Fernsehfilme mit Hape Kerkeling zusammen. 1997 verfasste sie das Buch Jeden Morgen dasselbe Theater, in dem sie aus ihrem ungewöhnlichen Leben erzählt.
Seit einem Sturz im Jahr 2001 und einer anschließenden Hüftoperation war Tana Schanzara körperlich eingeschränkt und spielte ihre Rollen zum Teil im Sitzen.

### Persönliches
Schanzara lebte zuletzt in einem Altenheim in Herne. Sie starb an ihrem 83. Geburtstag in einer Bochumer Klinik und wurde im Familiengrab auf dem Hauptfriedhof in Krefeld beigesetzt.

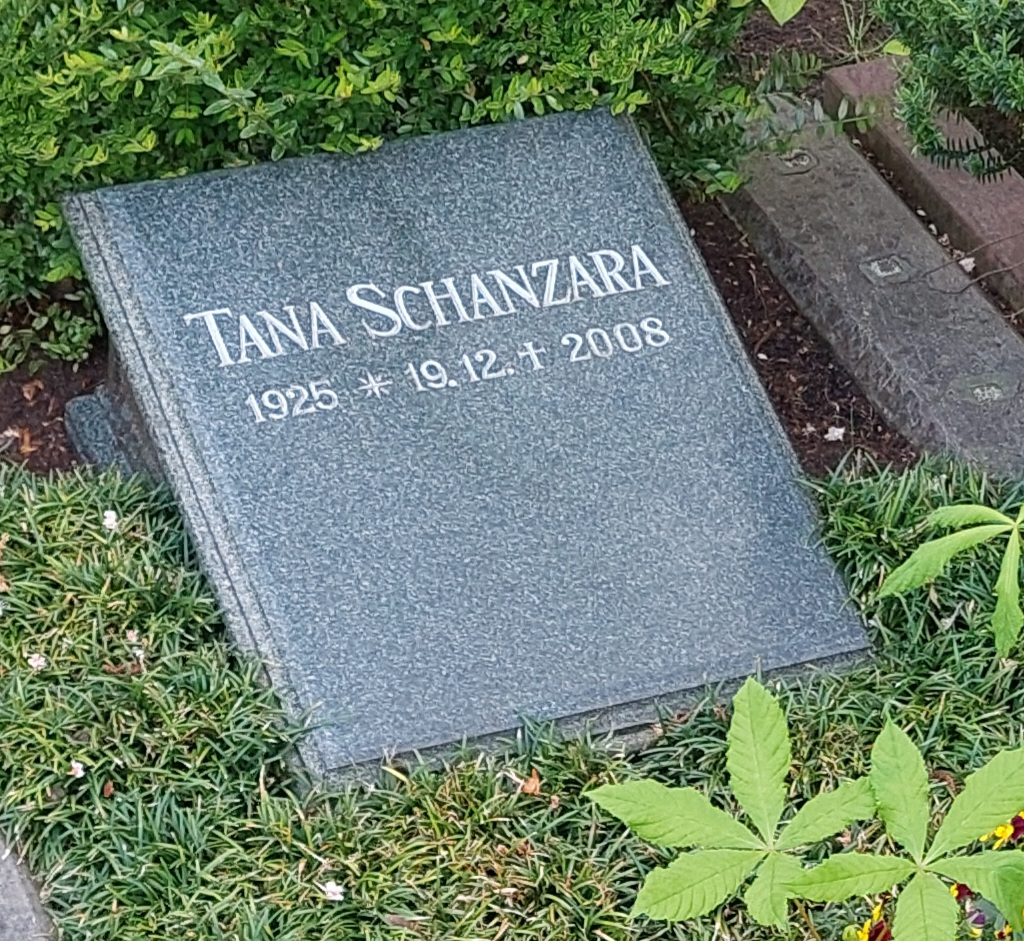
Grab von Tana Schanzara auf dem Hauptfriedhof Krefeld. Neuer Teil.

## Ehrungen und Auszeichnungen
Schanzara zu Ehren wurde am 15. Juli 2010 gegenüber dem Schauspielhaus in Bochum der bisherige Westfalenplatz in Tana-Schanzara-Platz umbenannt und am 3. Juli 2012 auf dem Vorplatz des Schauspielhauses ein Denkmal enthüllt. Es hat inzwischen seinen Platz gegenüber dem Schauspielhaus eingenommen.
Weitere Auszeichnungen umfassen:
- 1989: Ehrenring der Stadt Bochum[14]
- 1990: Schauspielerin des Jahres von „Theater heute“ für ihre Gastrolle im Wiener Burgtheater
- 1994: Verdienstorden des Landes Nordrhein-Westfalen[15]
- 1999: Tegtmeiers Erben der Stadt Herne (Ehrenpreis)
- 1999: Bürgerin des Ruhrgebiets vom Verein Pro Ruhrgebiet
- 2008: Verdienstkreuz 1. Klasse des Verdienstordens der Bundesrepublik[16]

## Wirken

### Theaterengagements
(Schauspielhaus Bochum)
- 1957: Die Dreigroschenoper von Bertolt Brecht als Hure
- 1969: Romeo und Julia von Shakespeare als Julias Amme
- 1972: Die Schwiegertochter als Mrs Purdy
- 1974: Zündschnüre
- 1975: Sei nett zu Mr. Sloane von Joe Orton als Kathrin
- 1979: Fürsorgezöglinge nach Ulrike Meinhof
- 1981: BNM – Geld spielt keine Rolle von Peter Sattmann als Marylin Steuffen
- 1985: Solo für Tana (Soloprogramm)
- 1990: Tana in New York (Soloprogramm)
- 1996: Tana in Moskau von Uwe Jens Jensen
- 1990: Tod und Teufel von Peter Turrini, Gastspiel am Wiener Burgtheater als „Figur einer alten und versoffenen Frau“
- 2002: Harold & Maude von Colin Higgins als Maude
- 2003: Mendy – das Wusical von Helge Schneider
- 2004: Bluthochzeit von Federico García Lorca
- 2005: Gala an den Bochumer Kammerspielen anlässlich des 80. Geburtstags und 50. Bühnenjubiläum
- 2006: A kiss is just a kiss (Regie: Franz Xaver Zach)
- 2006: Ist das normal? Ist das erlaubt? (Regie: Judith Ittner)

### Kino
- 1973: Die Zärtlichkeit der Wölfe (Regie: Ulli Lommel)
- 1978: Die Abfahrer (Regie: Adolf Winkelmann)
- 1979: Lena Rais
- 1981: Jede Menge Kohle (Regie: Adolf Winkelmann)
- 1983: Kiez – Aufstieg und Fall eines Luden (Regie: Walter Bockmayer, Rolf Bührmann)
- 1984: Super (Regie: Adolf Winkelmann)
- 1987: Peng! Du bist tot! (Regie: Adolf Winkelmann)
- 1989: Schluckauf (Regie: Roland Klick)
- 1993: Die Denunziantin (Regie: Thomas Mitscherlich)
- 1996: Männerpension (Regie: Detlev Buck)
- 1997: Das erste Semester (Regie: Uwe Boll)
- 2000: Fußball ist unser Leben (Regie: Tomy Wigand)
- 2002: Was nicht passt, wird passend gemacht (Regie: Peter Thorwarth)
- 2004: Aus der Tiefe des Raumes – … mitten ins Netz! (Regie: Gil Mehmert)
- 2004: Jazzclub – Der frühe Vogel fängt den Wurm (Regie: Helge Schneider)
- 2006: Ein Dichter in der Familie (Rolle: Grete Krause und Johannes Klaus)

### Film und Fernsehen
- 1970: Der Fall von nebenan – Recht bleibt Recht
- 1971: Die Frau in Weiß (Regie: Wilhelm Semmelroth)
- 1972: Tatort: Kressin und der Mann mit dem gelben Koffer (Regie: Michael Verhoeven)
- 1973: Kleiner Mann, was nun? (Regie: Peter Zadek)
- 1974: Zündschnüre
- 1973: Smog (Regie: Wolfgang Petersen)
- 1975: Eine ganz gewöhnliche Geschichte (Regie: Eberhard Hauff)
- 1976: Der Fall Bundhund (Regie: Eberhard Hauff)
- 1976: Die Affäre Lerouge (Regie: Wilhelm Semmelroth)
- 1976: Aufforderung zum Tanz (Regie: Peter F. Bringmann)
- 1976: Ein Herz und eine Seele – Telefon! (Regie: Jürgen Flimm)
- 1979: Spaß beiseite, Herbert kommt! (1 Folge)
- 1979: Lena Rais (Regie: Christian Rischert)
- 1979–1987: Locker vom Hocker (Oder: Es bleibt schwierig, Comedyreihe, 5 Folgen)
- 1980: Tatort: Herzjagd (Regie: Axel Corti)
- 1980: Das kleine Hotel (Regie: Eberhard Hauff)
- 1981: Jede Menge Kohle (Regie: Adolf Winkelmann)
- 1983: Hans im Glück aus Herne 2 (Regie: Roland Gall)
- 1983: Helga und die Nordlichter (Regie: Marcus Scholz)
- 1984: Super (Regie: Adolf Winkelmann)
- 1985: Der Fahnder – Die schwarzen Engel (Regie: Stephan Meyer)
- 1985: Geschichten aus der Heimat (Fernsehserie) Episoden: Der Weltrecord, Die Bauernfänger
- 1986: SOKO 5113 – Artistengepäck (Regie: Kai Borsche)
- 1986: Hessische Geschichten (Regie: Alfred Vohrer)
- 1987: Minipli (Regie: Peter Voiss)
- 1987: Gesundheitsmagazin Praxis: Ideale Ernährung
- 1987: Dreifacher Rittberger (Regie: Bernd Schroeder)
- 1987: Peng! Du bist tot! (Regie: Adolf Winkelmann)
- 1988: Tatort: Moltke (Regie: Hajo Gies)
- 1988: Großstadtrevier: Kälteeinbruch
- 1988: ZDF-Städteturnier (Rolle: typische Kiosk-Besitzerin aus Bochum)
- 1990: Alles im Griff (Regie: Joachim Roering)
- 1991: Leo und Charlotte (Regie: Kaspar Heidelbach)
- 1991: Polizeiruf 110: Thanners neuer Job (Regie: Bodo Fürneisen)
- 1991: Tatort: Bis zum Hals in Dreck
- 1992: Dead Flowers (Regie: Peter Ily Huemer)
- 1993: Der Fahnder – Vaterliebe (Regie: Rüdiger Nüchtern)
- 1993: Die zweite Heimat – Chronik einer Jugend (Regie: Edgar Reitz)
- 1993: Der kleine Vampir – Neue Abenteuer (Episode 3: Überraschung in der Nacht)
- 1994: Hagedorns Tochter (Regie: Marijan David Vajda)
- 1995: Wilder Westerwald (Regie: Bernd Löhr)
- 1995: Club Las Piranjas (Regie: Ulli Baumann)
- 1996: Willi und die Windzors (Regie: Hape Kerkeling)
- 1997: Die Oma ist tot (Regie: Angelo Colagrossi)
- 1998: Das vergessene Leben (Regie: Claudia Prietzel)
- 1998: Das Trio (Regie: Hermine Huntgeburth)
- 1998: Großstadtrevier – Kälteeinbruch (Regie: Christian Görlitz)
- 1998: Gisbert
- 1999–2003: Die Anrheiner
- 2000: Alles Atze (Episode 1.13: Peep-Show mit Handicap)
- 2002: Alfredissimo (Gastauftritt)
- 2003: Mendy – Das Wusical (Regie: Helge Schneider)
- 2004: Das Schwalbennest (Regie: Maris Pfeiffer)
- 2004: Großstadtrevier – Fremde Mächte (Regie: Florian Baxmeyer)
- 2004: Eine verflixte Begegnung im Mondschein (Regie: Dror Zahavi)

### Tonträger
- 1970: Vatter, aufstehn!
- 1970: Vatter, aufpassen
- 1970: Vatter, Augen zu
- 1977: Bett an Bett mit Alex (Living next door to Alice)
- 1992: Tanas Ruhrpottwelt (edition ruhrton)